# Diversified Communications Tower
Diversified Communications Tower – maszt radiowy w mieście Floyd Dale w Południowej Karolinie. Wybudowany w 1981 roku. Jego wysokość wynosi 609,6 metra.